# Святогор-Штепин, Василий Данилович
Василий Данилович Святогор-Штепин (1791 — 18 февраля 1856 года) — русский генерал-лейтенант, в середине XIX века, будучи в отставке — владелец усадьбы Спас-Нудоль, благотворитель местного храма. В этот период там жило 67 душ мужского пола и 54 души женского.

## Биография
Участник Отечественной войны 1812 года, ранен при Бородино.
С 8 сентября 1843 года в чине генерал-майора. В период времени между 10.10.1843 — после 01.02.1846 был командиром 1-й бригады 16-й пехотной дивизии.
С 1850 года в отставке.

## Награды
- Орден Святой Анны III класса
- Орден Святого Станислава IV класса